# Tachytrechus obscuripes
Tachytrechus obscuripes är en tvåvingeart som beskrevs av Gerstaecker 1864. Tachytrechus obscuripes ingår i släktet Tachytrechus och familjen styltflugor. Inga underarter finns listade i Catalogue of Life.